# Domuyo
El Domuyo és un estratovolcà que es troba a la serralada dels Andes, a la província del Neuquén de l'Argentina. Amb 4.709 msnm és la muntanya més alta de la Patagònia, per la qual sovint és anomenada "El Techo de la Patagonia" ( el "Sostre de la Patagònia").
Té una gran caldera de 15 quilòmetres d'amplada, a l'interior de la qual hi ha un mínim de 14 doms de lava de dacita, i cinc més a l'exterior. Els vessants occidentals presenten nombroses fumaroles, aigües termals i guèisers. La darrera erupció va tenir lloc durant el Plistocè.
Una llegenda maputxe explica que el Domuyo era la llar d'una dona blanca que enamorà al Sol, fent-lo oblidar oblidar d'una primera enamorada indígena. També es diu que en un llac encantat del cim hi viva una jove vigilada per un toro i un cavall. Allà hi havia gran quantitats d'or, però aquells que s'hi acostaven ho pagaven amb la vida.